# 穿鼻岛
穿鼻岛位于浙江省宁波市北仑区以北近海中，总面积2.24平方公里，行政上属于大榭街道，设门登村和门下村两个村。